# Clara Christiansson Drake
Clara Christiansson Drake (* 17. September 1999 in Schweden) ist eine schwedische Schauspielerin.

## Leben und Karriere
Clara Christiansson Drake wurde am 17. September 1999 in Schweden geboren. Sie ist die Tochter der Schauspielerin Lena Carlsson und des Dichters und Soziologen Johan Christiansson Drake. Ihr Debüt gab sie 2013 in dem Film Faro. Im selben Jahr spielte sie in dem Film Vi är bäst! mit. Anschließend bekam Drake 2019 in der Serie Gösta die Hauptrolle. Unter anderem trat sie 2022 in Mörkt hjärta auf. 2023 wurde sie für den Film Tillsammans 99 gecastet.

## Filmografie
Filme
- 2013: Faro
- 2013: Vi är bäst
- 2023: Tillsammans 99

Serien
- 2015–2022: Gåsmamman
- 2019: Gösta
- 2022: Mörkt hjärta